# Павароло
Павароло (итал. Pavarolo) — коммуна в Италии, располагается в регионе Пьемонт, в провинции Турин.
Население составляет 920 человек (2008 г.), плотность населения составляет 230 чел./км². Занимает площадь 4 км². Почтовый индекс — 10020. Телефонный код — 011.
Покровителем коммуны почитается святой Секунд из Вентимильи, празднование в последнее воскресенье августа.

## Демография
Динамика населения:

## Города-побратимы
- Ле-Шелас, Франция

## Администрация коммуны
- Официальный сайт: http://www.comune.pavarolo.to.it/ Архивная копия от 29 марта 2010 на Wayback Machine